# Notaspidium formiciforme
Notaspidium formiciforme är en stekelart som först beskrevs av Walker 1834.  Notaspidium formiciforme ingår i släktet Notaspidium och familjen bredlårsteklar. Inga underarter finns listade i Catalogue of Life.